# Heather O'Rourke
Heather Michele O'Rourke (27 tháng 12 năm 1975 - 1 tháng 2 năm 1988) là một diễn viên nhí người Mỹ. Cô bé  bắt đầu sự nghiệp khi đến thăm hãng phim MGM  và được đạo diễn nổi tiếng Steven Spielberg phát hiện tài năng. Spielberg ngay lập tức đưa cô bé vào bộ phim kinh dị Poltergeist (1982) với vai Carol Anne Freeling. Heather tiếp tục đóng vai này trong phần thứ hai và thứ ba của bộ phim. Cô bé dần được công nhận trên truyền hình và xuất hiện với các vai diễn trong Happy Days từ 1982 đến 1983, Webster năm 1983, cũng như bộ phim truyền hình Surviving năm 1985.
Trong suốt sự nghiệp của mình, O'Rourke đã được đề cử sáu giải Nghệ sĩ trẻ, giành một giải cho vai diễn trong Webster và xuất hiện trong tổng số ba bộ phim (tất cả đều từ nhượng quyền Poltergeist) và mười hai phim truyền hình, trước khi cô bé qua đời ở tuổi 12 vì ngừng tim và sốc nhiễm trùng do hẹp đường ruột.

## Cuộc đời và sự nghiệp

### Gia đình
Heather Michele O'Rourke sinh ngày 27 tháng 12 năm 1975 tại San Diego,  con gái thứ hai của Kathleen và Michael O'Rourke. Mẹ cô bé làm thợ may còn bố làm thợ mộc. Cô bé có một chị gái, Tammy O'Rourke, cũng là một diễn viên. Cha mẹ cô bé ly dị năm 1981 và mẹ của Heather kết hôn với tài xế xe tải Jim Peele vào năm 1984.

### Sự nghiệp điện ảnh và truyền hình
Trong một cuộc phỏng vấn đương đại với tạp chí American Premiere, nhà sản xuất Steven Spielberg giải thích rằng ông đang tìm kiếm một "đứa trẻ bốn tuổi xinh đẹp... là giấc mơ của mọi bà mẹ" cho vai chính trong bộ phim kinh dị Poltergeist (1982). Ông nhìn thấy cô bé Heather năm tuổi đang ăn trưa cùng mẹ ở ủy ban MGM, trong khi chờ chị gái Tammy quay phim Pennies from Heaven.  Sau bữa ăn, Spielberg tiếp cận gia đình và đề nghị cho Heather đóng vai trong Poltergeist; cô bé đã được ký nhận hợp đồng vào ngày hôm sau, đánh bại Drew Barrymore, người cũng đảm nhận vai diễn này. 
Trong bộ ba phần Poltergeist, O'Rourke đóng vai Carol Anne Freeling, một cô bé sống ở ngoại ô bị trở thành liên kết và mục tiêu cho các thực thể siêu nhiên. Thời báo New York nhận xét rằng cô bé đóng vai trò rất quan trọng trong các bộ phim. Với vai diễn của mình trong Poltergeist,  Heather kiếm được từ 35.000 đến 100.000 đô la.
Sau khi hoàn thành vai diễn trong Poltergeist (1982), Heather đã đảm nhận số vai diễn trên truyền hình. Vào tháng 4 năm 1983, cô bé đóng vai chính cùng với Morey Amsterdam và các nhân vật hoạt hình nổi tiếng của Walt Disney trong chương trình truyền hình đặc biệt kéo dài hàng giờ, Believe You Can... và You Can!   Cô bé cũng xuất hiện trong CHiPs, Webster, The New Leave It to Beaver, Our House, và trong Happy Days với vai Heather Pfister. Heather cũng xuất hiện trong bộ phim truyền hình Massarati and the Brain and Surviving: A Family in Crisis.
Đầu năm 1987, cô bé bị bệnh giardia. Sau đó cô bé được chẩn đoán mắc bệnh Crohn. Heather đã được chỉ định tiêm cortisone để điều trị bệnh trong thời gian cô bé quay phim Poltergeist III.

## Cái chết

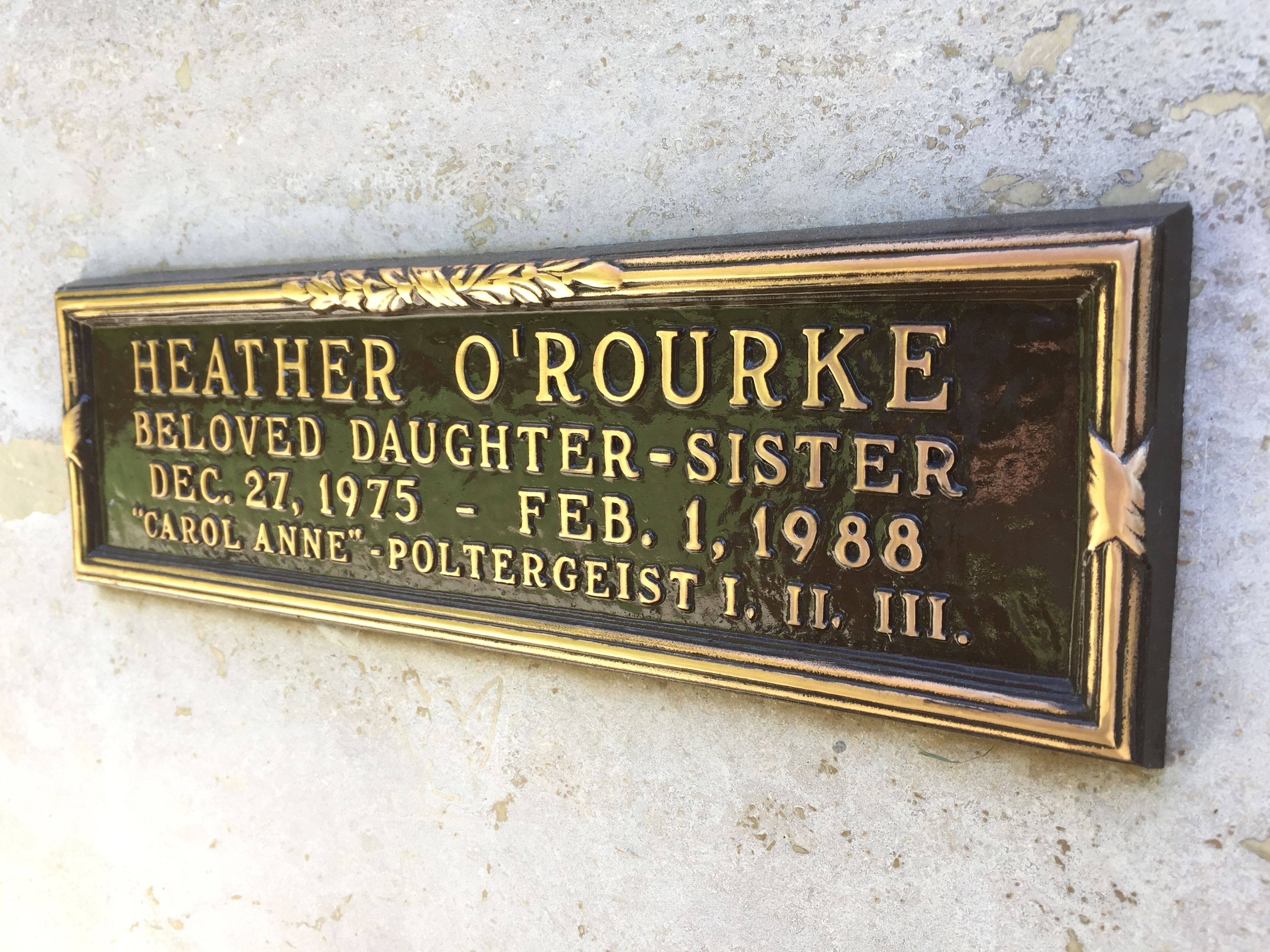
Dòng chữ tại mộ Heather O'Rourke

Vào ngày 31 tháng 1 năm 1988, Heather bắt đầu có các triệu chứng giống như bệnh cúm. Sáng hôm sau, cô bé ngất tại nhà và được đưa đến Bệnh viện Cộng đồng ở El Cajon.  Trên đường đi, cô bé bị ngừng tim, nhưng các nhân viên y tế đã làm nó đập trở lại lúc 9:25 sáng  Sau đó cô bé được đưa lên máy bay tới Bệnh viện Nhi đồng San Diego,  nơi phát hiện ra rằng một phần ruột của cô bé đã phình to đến 4 inch (100 mm)  đường kính.  Heather đã trải qua ca phẫu thuật khẩn cấp lúc 12:45 để chữa tắc nghẽn ruột cấp tính, nhưng không may qua đời hai giờ sau khi phẫu thuật. Nguyên nhân tử vong của O'Rourke được xác định là do hẹp đường ruột bẩm sinh   và sốc nhiễm trùng.
Daniel Hollander, trưởng khoa tiêu hóa tại Đại học California, Trung tâm y tế Irvine tuyên bố rằng cái chết của O'Rourke là "khác thường" vì cô thiếu các triệu chứng trước đó của khiếm khuyết ruột: "Tôi sẽ gặp rất nhiều khó khăn [tiêu hóa] trong suốt cuộc sống của cô ấy và không chỉ phát triển một vấn đề bất ngờ. "  Tuy nhiên, bác sĩ chuyên khoa tiêu hóa Frank Sinatra của Bệnh viện Nhi đồng Los Angeles tuyên bố rằng có thể hẹp ruột bẩm sinh gây ra cái chết đột ngột mà không có triệu chứng nếu nhiễm trùng khiến ruột bị vỡ.
Một đám tang riêng được tổ chức cho O'Rourke vào ngày 5 tháng 2 năm 1988 tại Los Angeles. Cô được chôn cất tại Nghĩa trang Công viên Tưởng niệm Làng Westwood.  
| Năm  | Tiêu đề                                     | Vai trò             | Ghi chú          | Ref.   |
| ---- | ------------------------------------------- | ------------------- | ---------------- | ------ |
| 1982 | Poltergeist                                 | Carol Anne Freeling |                  | [ 16 ] |
| 1982 | Massarati và não                            | Skye Henry          | Phim truyền hình |        |
| 1985 | Sống sót: Một gia đình đang gặp khủng hoảng | Sarah Brogan        | Phim truyền hình |        |
| 1986 | Poltergeist II: Mặt khác                    | Carol Anne Freeling |                  |        |
| 1986 | Khúc quanh                                  | Con gái             | Phim truyền hình | [ 17 ] |
| 1988 | Poltergeist III                             | Carol Anne Freeling |                  |        |

| Năm       | Tiêu đề                 | Vai trò             | Ghi chú                                              | Ref.   |
| --------- | ----------------------- | ------------------- | ---------------------------------------------------- | ------ |
| 1981      | Đảo ảo                  | Liza Blake (5 tuổi) | Tập: "Em bé của Elizabeth / Nghệ sĩ và Người phụ nữ" | [ 18 ] |
| 1982-1983 | Những ngày hạnh phúc    | Cây thạch thảo      | Vai diễn định kỳ, 12 tập                             |        |
| 1983      | Khoai tây chiên         | Lindsey             | Tập: "Ngôi nhà vui vẻ"                               | [ 19 ] |
| 1983      | Matt Houston            | Kim Kim Nắng        | Tập: "Người phụ nữ mặc đồ trắng"                     | [ 19 ] |
| 1983      | Webster                 | Melanie             | 3 tập                                                | [ 19 ] |
| 1984      | Người tìm thấy thất lạc | Đầm lầy Jillian     | Tập: "Con của ngày hôm qua"                          | [ 19 ] |
| 1986-1987 | Mới để lại cho Beaver   | Cây thạch thảo      | Các tập: "Cô gái vật chất", "Thơ dở"                 | [ 19 ] |
| 1987      | Nhà của chúng tôi       | Dana                | Tập: "Một quan điểm"                                 | [ 20 ] |
| 1987      | Đường gập ghềnh         | Cô gái Nga          | Tập: "Moscow trên phố cầu tàu"                       | [ 19 ] |